# Jan Górski (zapaśnik)
Jan Górski (ur. 12 kwietnia 1954) – polski zapaśnik startujący w stylu wolnym, sześciokrotny mistrz Polski, trzykrotny mistrz Niemiec, dwukrotny brązowy medalista mistrzostw Europy (1977, 1984), brązowy medalista zawodów Przyjaźń-84.

## Kariera sportowa
Jako zawodnik GKS Tychy wywalczył dwukrotnie mistrzostwo Polski (1976, 1981) i brązowy medal mistrzostw Polski w 1980 (we wszystkich startach w kategorii 82 kg). W barwach Slavii Ruda Śląska zdobył czterokrotnie mistrzostwo Polski, w tym trzy razy kategorii 90 kg (1983, 1984, 1985), raz w kategorii 100 kg (1986). W barwach RWG Mömbris/Königshofen wywalczył mistrzostwo Niemiec w 1987, 1988 (kat. 90 kg) i 1989 (kat. 100 kg).
Dwukrotnie zdobywał brązowy medal mistrzostw Europy - w 1977 w kategorii 82 kg i w 1984 w kategorii 90 kg, ponadto na mistrzostwach świata w 1983 zajął 7 miejsce, na mistrzostwach Europy zajmował miejsca: 1981 - 7, 1983 - 5, 1985 - 4. W 1984 wywalczył brązowy medal na zawodach Przyjaźń-84.